# ازورگتی
ازورگتی (به گرجی: ოზურგეთი) شهری در استان گوریا گرجستان است. جمعیت این شهر طبق سرشماری سال ۲۰۰۹ میلادی ۱۸٬۳۰۰ نفر بوده‌است.